# Николаев, Николай Ильич
Николай Ильич Николаев (12 февраля 1865 — 6 апреля 1918) — русский писатель, поэт, журналист, театровед, театральный критик и рецензент, жертва красного террора.

## Биография
Родился 12 февраля 1865 года в Санкт-Петербурге. Получил техническое образование, 35 лет работал на Киевском заводе «Арсенал»: техническим мастером, помощником начальника мастерских. Всё свободное время посвящал вопросам театра и литературы. В 1893—1918 годах почти ежедневно печатал в киевских газетах театральные рецензии, обзоры, критические статьи, отзывы, очерки. Автор четырёх книг, статей в журнале «Театр и искусство», «Иллюстрированном сборнике Киевского литературно-артистического общества», очерков об отдельных актёрах, воспоминаний, некрологов, ежегодных обзоров театральной жизни Киева, статей театральной тематики, рецензий. Литературное наследие Николаева обнаружено лишь частично. Николаев первый заметил такие яркие актерские таланты, как С. Кузнецов, П. Значковский, В. Янова, Е. Шатрова.
Был активным общественным деятелем: один из основателей Киевского литературно-артистического общества (российско-украинского), уполномоченный Российского театрального общества в Киеве, Председатель драматической комиссии Киевского общества искусства и литературы, некоторое время — директор театрального училища этого общества, один из основателей и член директората Киевского литературно-артистического клуба, член Кассы взаимопомощи литераторов и учёных. После штурма Киева войсками Муравьёва в январе 1918 года арестован и заключён в Киевской крепости. Не выдержав издевательств и угроз, тяжело заболел и через некоторое время умер в Киеве.